# Athos Artigiani
Athos Artigiani (Pisa, 4 aprile 1906 – ...) è stato un calciatore italiano, di ruolo centrocampista.
Era conosciuto anche come Artigiani I per distinguerlo da Vasco, anch'egli calciatore del Pisa.

## Carriera
Debutta in massima serie nella stagione 1924-1925 con il Pisa, disputando con i toscani nove campionati, di cui due in Prima Divisione, e totalizzando complessivamente 168 presenze, di cui 21 in massima serie.